# Mika Kojonkoski
Mika Kojonkoski (ur. 19 kwietnia 1963 w Raumie w Finlandii) – fiński skoczek narciarski, trener, polityk, dyrektor w Fińskim Związku Narciarskim.

## Kariera skoczka
Jego największym sukcesem było 9. miejsce w zawodach Pucharu Świata w Chamonix w 1986 roku. Poza tym najwyżej klasyfikowany był w drugiej dziesiątce (zimą w sezonie 1985/86 oraz 1986/87).

### Puchar Świata

#### Miejsca w klasyfikacji generalnej
| Sezon     | Miejsce |
| --------- | ------- |
| 1984/1985 | 70.     |
| 1985/1986 | 50.     |
| 1986/1987 | 63.     |

#### Turniej Czterech Skoczni

##### Miejsca w klasyfikacji generalnej
| Sezon     | Miejsce | Źr.   |
| --------- | ------- | ----- |
| 1985/1986 | 36.     | [ 3 ] |

#### Miejsca w poszczególnych konkursach indywidualnychPucharu Świata
| Źródło | Źródło                 | Źródło                 | Źródło        | Źródło        | Źródło                 | Źródło                 | Źródło                 | Źródło            | Źródło              | Źródło              | Źródło         | Źródło         | Źródło       | Źródło      | Źródło    | Źródło       | Źródło       | Źródło      | Źródło              | Źródło              | Źródło     | Źródło  | Źródło        | Źródło        | Źródło | Źródło | Źródło | Źródło | Źródło | Źródło | Źródło | Źródło | Źródło | Źródło | Źródło | Źródło | Źródło | Źródło | Źródło | Źródło | Źródło | Źródło | Źródło | Źródło | Źródło | Źródło | Źródło | Źródło | Źródło |
| --- | ---------------------- | ---------------------- | ------------- | ------------- | ---------------------- | ---------------------- | ---------------------- | ----------------- | ------------------- | ------------------- | -------------- | -------------- | ------------ | ----------- | --------- | ------------ | ------------ | ----------- | ------------------- | ------------------- | ---------- | ------- | ------------- | ------------- | ------ | ------ | ------ | ------ | ------ | ------ | ------ | ------ | ------ | ------ | ------ | ------ | ------ | ------ | ------ | ------ | ------ | ------ | ------ | ------ | ------ | ------ | ------ | ------ | ------ |
| Sezon 1979/1980                                                                                                   |                        |                        |               |               |                        |                        |                        |                   |                     |                     |                |                |              |             |           |              |              |             |                     |                     |            |         |               |               |        |        |        |        |        |        |        |        |        |        |        |        |        |        |        |        |        |        |        |        |        |        |        |        |        |
| Cortina d’Ampezzo                                                                                                 | Oberstdorf             | Garmisch-Partenkirchen | Innsbruck     | Bischofshofen | Sapporo                | Sapporo                | Thunder Bay            | Thunder Bay       | Zakopane            | Zakopane            | Saint-Nizier   | Saint-Nizier   | Sankt Moritz | Gstaad      | Vikersund | Engelberg    | Lahti        | Lahti       | Falun               | Oslo                | Planica    | Planica | Štrbské Pleso | Štrbské Pleso | punkty |        |        |        |        |        |        |        |        |        |        |        |        |        |        |        |        |        |        |        |        |        |        |        |        |
| - | -                      | -                      | -             | -             | -                      | -                      | -                      | -                 | -                   | -                   | -              | -              | -            | -           | -         | -            | -            | 27          | -                   | -                   | -          | -       | -             | -             | 0      |        |        |        |        |        |        |        |        |        |        |        |        |        |        |        |        |        |        |        |        |        |        |        |        |
| Sezon 1980/1981                                                                                                   |                        |                        |               |               |                        |                        |                        |                   |                     |                     |                |                |              |             |           |              |              |             |                     |                     |            |         |               |               |        |        |        |        |        |        |        |        |        |        |        |        |        |        |        |        |        |        |        |        |        |        |        |        |        |
| Oberstdorf | Garmisch-Partenkirchen | Innsbruck              | Bischofshofen | Harrachov     | Liberec                | Sankt Moritz           | Gstaad                 | Engelberg         | Ironwood            | Ironwood            | Sapporo        | Sapporo        | Thunder Bay  | Thunder Bay | Chamonix  | Saint Nizier | Lahti        | Lahti       | Falun               | Oslo                | Bærum      | Planica | Planica       | punkty        | punkty | punkty | punkty | punkty | punkty | punkty | punkty | punkty | punkty | punkty | punkty | punkty | punkty | punkty | punkty | punkty | punkty | punkty |        |        |        |        |        |        |        |
| - | -                      | -                      | -             | -             | -                      | -                      | -                      | -                 | -                   | -                   | -              | -              | -            | -           | -         | -            | 66           | 71          | -                   | -                   | -          | -       | -             | 0             | 0      | 0      | 0      | 0      | 0      | 0      | 0      | 0      | 0      | 0      | 0      | 0      | 0      | 0      | 0      | 0      | 0      | 0      |        |        |        |        |        |        |        |
| Sezon 1982/1983                                                                                                   |                        |                        |               |               |                        |                        |                        |                   |                     |                     |                |                |              |             |           |              |              |             |                     |                     |            |         |               |               |        |        |        |        |        |        |        |        |        |        |        |        |        |        |        |        |        |        |        |        |        |        |        |        |        |
| Cortina d’Ampezzo                                                                                                 | Oberstdorf             | Garmisch-Partenkirchen | Innsbruck     | Bischofshofen | Harrachov              | Harrachov              | Lake Placid            | Lake Placid       | Thunder Bay         | Thunder Bay         | Sankt Moritz   | Gstaad         | Engelberg    | Vikersund   | Vikersund | Vikersund    | Falun        | Falun       | Lahti               | Lahti               | Bærum      | Oslo    | Planica       | Planica       | punkty |        |        |        |        |        |        |        |        |        |        |        |        |        |        |        |        |        |        |        |        |        |        |        |        |
| - | -                      | -                      | -             | -             | -                      | -                      | -                      | -                 | -                   | -                   | -              | -              | -            | -           | -         | -            | -            | -           | 48                  | 75                  | -          | -       | -             | -             | 0      |        |        |        |        |        |        |        |        |        |        |        |        |        |        |        |        |        |        |        |        |        |        |        |        |
| Sezon 1983/1984                                                                                                   |                        |                        |               |               |                        |                        |                        |                   |                     |                     |                |                |              |             |           |              |              |             |                     |                     |            |         |               |               |        |        |        |        |        |        |        |        |        |        |        |        |        |        |        |        |        |        |        |        |        |        |        |        |        |
| Thunder Bay | Thunder Bay            | Lake Placid            | Lake Placid   | Oberstdorf    | Garmisch-Partenkirchen | Innsbruck              | Bischofshofen          | Cortina d’Ampezzo | Harrachov           | Liberec             | Sapporo        | Sapporo        | Sarajewo     | Sarajewo    | Lahti     | Lahti        | Falun        | Lillehammer | Oslo                | Oberstdorf          | Oberstdorf | Planica | Planica       | punkty        | punkty | punkty | punkty | punkty | punkty | punkty | punkty | punkty | punkty | punkty | punkty | punkty | punkty | punkty | punkty | punkty | punkty | punkty |        |        |        |        |        |        |        |
| - | -                      | -                      | -             | -             | -                      | -                      | -                      | -                 | -                   | -                   | -              | -              | -            | -           | 64        | 68           | -            | -           | -                   | -                   | -          | -       | -             | 0             | 0      | 0      | 0      | 0      | 0      | 0      | 0      | 0      | 0      | 0      | 0      | 0      | 0      | 0      | 0      | 0      | 0      | 0      |        |        |        |        |        |        |        |
| Sezon 1984/1985                                                                                                   |                        |                        |               |               |                        |                        |                        |                   |                     |                     |                |                |              |             |           |              |              |             |                     |                     |            |         |               |               |        |        |        |        |        |        |        |        |        |        |        |        |        |        |        |        |        |        |        |        |        |        |        |        |        |
| Thunder Bay | Thunder Bay            | Lake Placid            | Lake Placid   | Oberstdorf    | Garmisch-Partenkirchen | Innsbruck              | Bischofshofen          | Cortina d’Ampezzo | Sapporo             | Sapporo             | Sankt Moritz   | Engelberg      | Harrachov    | Lahti       | Lahti     | Örnsköldsvik | Falun        | Oslo        | Szczyrbskie Jezioro | Szczyrbskie Jezioro | punkty     | punkty  | punkty        | punkty        | punkty | punkty | punkty | punkty | punkty | punkty | punkty | punkty | punkty | punkty | punkty | punkty | punkty | punkty | punkty |        |        |        |        |        |        |        |        |        |        |
| - | -                      | -                      | -             | -             | -                      | -                      | -                      | -                 | 28                  | 36                  | 37             | -              | -            | 18          | 26        | -            | 24           | 14          | 51                  | 32                  | 2          | 2       | 2             | 2             | 2      | 2      | 2      | 2      | 2      | 2      | 2      | 2      | 2      | 2      | 2      | 2      | 2      | 2      | 2      |        |        |        |        |        |        |        |        |        |        |
| Sezon 1985/1986                                                                                                   |                        |                        |               |               |                        |                        |                        |                   |                     |                     |                |                |              |             |           |              |              |             |                     |                     |            |         |               |               |        |        |        |        |        |        |        |        |        |        |        |        |        |        |        |        |        |        |        |        |        |        |        |        |        |
| Thunder Bay | Thunder Bay            | Lake Placid            | Lake Placid   | Chamonix      | Oberstdorf             | Garmisch-Partenkirchen | Innsbruck              | Bischofshofen     | Harrachov           | Liberec             | Klingenthal    | Oberwiesenthal | Sapporo      | Sapporo     | Vikersund | Vikersund    | Sankt Moritz | Gstaad      | Engelberg           | Lahti               | Lahti      | Oslo    | Planica       | Planica       | punkty |        |        |        |        |        |        |        |        |        |        |        |        |        |        |        |        |        |        |        |        |        |        |        |        |
| 16 | 43                     | 30                     | 46            | 9             | 32                     | 32                     | 23                     | 58                | -                   | -                   | -              | -              | -            | -           | 35        | 31           | 25           | 19          | 26                  | 32                  | 20         | -       | 15            | 36            | 8      |        |        |        |        |        |        |        |        |        |        |        |        |        |        |        |        |        |        |        |        |        |        |        |        |
| Sezon 1986/1987                                                                                                   |                        |                        |               |               |                        |                        |                        |                   |                     |                     |                |                |              |             |           |              |              |             |                     |                     |            |         |               |               |        |        |        |        |        |        |        |        |        |        |        |        |        |        |        |        |        |        |        |        |        |        |        |        |        |
| Thunder Bay | Thunder Bay            | Lake Placid            | Lake Placid   | Chamonix      | Oberstdorf             | Garmisch-Partenkirchen | Innsbruck              | Bischofshofen     | Szczyrbskie Jezioro | Szczyrbskie Jezioro | Oberwiesenthal | Sapporo        | Sapporo      | Lahti       | Lahti     | Örnsköldsvik | Falun        | Planica     | Planica             | Rælingen            | Oslo       | punkty  | punkty        | punkty        | punkty | punkty | punkty | punkty | punkty | punkty | punkty | punkty | punkty | punkty | punkty | punkty | punkty | punkty | punkty | punkty |        |        |        |        |        |        |        |        |        |
| 37 | 32                     | -                      | -             | 28            | -                      | -                      | -                      | -                 | -                   | -                   | -              | -              | -            | 26          | 33        | 12           | 24           | 15          | 36                  | -                   | -          | 5       | 5             | 5             | 5      | 5      | 5      | 5      | 5      | 5      | 5      | 5      | 5      | 5      | 5      | 5      | 5      | 5      | 5      | 5      |        |        |        |        |        |        |        |        |        |
| Sezon 1987/1988                                                                                                   |                        |                        |               |               |                        |                        |                        |                   |                     |                     |                |                |              |             |           |              |              |             |                     |                     |            |         |               |               |        |        |        |        |        |        |        |        |        |        |        |        |        |        |        |        |        |        |        |        |        |        |        |        |        |
| Thunder Bay | Thunder Bay            | Lake Placid            | Lake Placid   | Sapporo       | Sapporo                | Oberstdorf             | Garmisch-Partenkirchen | Innsbruck         | Bischofshofen       | Gallio              | Sankt Moritz   | Gstaad         | Engelberg    | Lahti       | Lahti     | Meldal       | Oslo         | Planica     | Planica             | punkty              | punkty     | punkty  | punkty        | punkty        | punkty | punkty | punkty | punkty | punkty | punkty | punkty | punkty | punkty | punkty | punkty | punkty | punkty | punkty |        |        |        |        |        |        |        |        |        |        |        |
| - | -                      | -                      | -             | -             | -                      | -                      | -                      | -                 | -                   | -                   | -              | -              | -            | 31          | 53        | -            | -            | -           | -                   | 0                   | 0          | 0       | 0             | 0             | 0      | 0      | 0      | 0      | 0      | 0      | 0      | 0      | 0      | 0      | 0      | 0      | 0      | 0      |        |        |        |        |        |        |        |        |        |        |        |
| Legenda |                        |                        |               |               |                        |                        |                        |                   |                     |                     |                |                |              |             |           |              |              |             |                     |                     |            |         |               |               |        |        |        |        |        |        |        |        |        |        |        |        |        |        |        |        |        |        |        |        |        |        |        |        |        |
| 1 2 3 4-10 11-30 poniżej 30 dq – dyskwalifikacja q – zawodnik nie zakwalifikował się - – zawodnik nie wystartował |                        |                        |               |               |                        |                        |                        |                   |                     |                     |                |                |              |             |           |              |              |             |                     |                     |            |         |               |               |        |        |        |        |        |        |        |        |        |        |        |        |        |        |        |        |        |        |        |        |        |        |        |        |        |

## Studia
Po zakończeniu kariery skoczka, przez dwa lata studiował matematykę na Uniwersytecie w Jyväskylä. Naukę tę jednak przerwał, by zająć się trenowaniem. Ukończył biologię sportu oraz studia psychologiczne na tej samej uczelni.

## Kariera trenerska
Mika Kojonkoski jest jednym z najlepszych trenerów skoczków narciarskich na świecie. Potwierdzeniem tego jest m.in. wielokrotne zdobywanie przez niego tytułów „trenera roku”. Często wykorzystuje zdobytą wiedzę w dziedzinie psychologii.

### Reprezentacja Austrii
Mika Kojonkoski w 1997 roku został trenerem reprezentacji Austrii, którym był do 1999 roku. W tamtym okresie jedynym liczącym się w światowej czołówce austriackim skoczkiem narciarskim był Stefan Horngacher. Pod wodzą Kojonkoskiego w reprezentacji Austrii nastąpił wyraźny postęp: pierwsze sukcesy odnosił Andreas Widhölzl. W 1999 roku został zastąpiony przez Aloisa Lipburgera.
Sukcesy podopiecznych Kojonkoskiego w Austrii w latach 1997-1999 (chronologicznie)
| Medal | Zawodnik         | Zawody                 | Rok  |
| ----- | ---------------- | ---------------------- | ---- |
|       | Andreas Widhölzl | Igrzyska olimpijskie   | 1998 |
|       | Austria          | Igrzyska olimpijskie   | 1998 |
|       | Andreas Widhölzl | Puchar Świata          | 1998 |
|       | Austria          | Puchar Narodów         | 1998 |
|       | Andreas Widhölzl | Puchar Świata w lotach | 1998 |
|       | Austria          | Mistrzostwa świata     | 1999 |
|       | Austria          | Puchar Narodów         | 1999 |

### Reprezentacja Finlandii
Następnie w 1999 roku Kojonkoski został trenerem reprezentacji Finlandii, która pod jego wodzą również odniosła sukcesy na międzynarodowych zawodach. Jednym z najlepszych zawodników reprezentacji Finlandii był Janne Ahonen, a sukcesy także odnosili: Risto Jussilainen i Matti Hautamäki. Po sezonie 2001/2002 odszedł z reprezentacji Finlandii, a jego następcą został Tommi Nikunen.
Sukcesy podopiecznych Kojonkoskiego w Finlandii w latach 1999-2002 (chronologicznie)
| Medal | Zawodnik          | Zawody                      | Rok  |
| ----- | ----------------- | --------------------------- | ---- |
|       | Janne Ahonen      | Turniej Czterech Skoczni    | 2000 |
|       | Janne Ahonen      | Mistrzostwa świata w lotach | 2000 |
|       | Janne Ahonen      | Puchar Świata               | 2000 |
|       | Janne Ahonen      | Puchar Świata w lotach      | 2000 |
|       | Finlandia         | Puchar Narodów              | 2000 |
|       | Janne Ahonen      | Turniej Czterech Skoczni    | 2001 |
|       | Janne Ahonen      | Mistrzostwa świata          | 2001 |
|       | Finlandia         | Mistrzostwa świata          | 2001 |
|       | Finlandia         | Mistrzostwa świata          | 2001 |
|       | Risto Jussilainen | Puchar Świata               | 2001 |
|       | Risto Jussilainen | Puchar Świata w lotach      | 2001 |
|       | Finlandia         | Puchar Narodów              | 2001 |
|       | Matti Hautamäki   | Turniej Czterech Skoczni    | 2002 |
|       | Matti Hautamäki   | Igrzyska olimpijskie        | 2002 |
|       | Finlandia         | Igrzyska olimpijskie        | 2002 |
|       | Matti Hautamäki   | Mistrzostwa świata w lotach | 2002 |
|       | Matti Hautamäki   | Puchar Świata               | 2002 |
|       | Finlandia         | Puchar Narodów              | 2002 |

### Reprezentacja Norwegii
Następnie Kojonkoski został trenerem będącej wówczas w poważnej kryzysie reprezentacji Norwegii. Zawodnicy nie osiągali dobrych wyników i niemalże nie liczyli się na arenie międzynarodowej. Praca Kojonkoskiego zaczęła jednak przynosić szybkie efekty, kiedy to w sezonie 2002/2003 jedne z pierwszych zawodów w norweskim Trondheim okazały się wielkim sukcesem norweskich skoczków. Również na mistrzostwach świata 2003 we włoskim Predazzo osiągali sukcesy: Tommy Ingebrigtsen zdobył wicemistrzostwo świata na skoczni normalnej, natomiast reprezentacja Norwegii zdobyła brązowy medal w konkursie drużynowym.
Najbardziej udanym okresem norweskiej kadry był sezon 2003/04, drużyna zajęła wtedy pierwsze miejsca we wszystkich konkursach drużynowych. Na drugim miejscu w ogólnej klasyfikacji PŚ uplasował się Roar Ljøkelsøy, a na trzecim Bjørn Einar Romøren. Na igrzyskach olimpijskich w Turynie w 2006 roku norwescy skoczkowie wywalczyli brąz drużynowo, natomiast Lars Bystøl zdobył złoty i brązowy medal. Roar Ljøkelsøy dwukrotnie został mistrzem świata w lotach. Ponadto rekord świata (nieoficjalny) w długości skoku narciarskiego należy do Johana Remena Evensena (246,5 metra, Vikersund, 2011 r.). Na mistrzostwach świata w japońskim Sapporo w 2007 roku podopieczni Miki Kojonkoskiego zdobyli srebrny medal, natomiast Roar Ljøkelsøy wywalczył brązowy medal na dużej skoczni.
W sezonie 2006/07 Mika Kojonkoski odmłodził kadrę narodową, wprowadzając dwóch nowych zawodników – Andersa Jacobsena i Toma Hilde. Pierwszy z nich odniósł błyskawicznie duży sukces skokach narciarskich, wszedł do czołówki Pucharu Świata. Ostatecznie zajął 2. miejsce w generalnej klasyfikacji PŚ (pierwszy był wówczas Adam Małysz). Jacobsen jest też zwycięzcą 55. Turnieju Czterech Skoczni. W słabszym dla Norwegów sezonie 2008/09 podopieczni Miki Kojonkoskiego zdobyli na mistrzostwach świata w Libercu srebrne medale, a Jacobsen stanął na najniższym stopniu podium w konkursie indywidualnym. Na igrzyskach olimpijskich w 2010 roku norwescy skoczkowie zajęli 3. miejsce w zawodach drużynowych, a na mistrzostwach świata w lotach narciarskich przegrali jedynie z Austriakami.
Kojonkoski z Norwegami osiągał największe sukcesy, szczególnie w sezonie 2003/04, ale także w kolejnych latach. Ponadto w pierwszej dziesiątce Pucharu Świata zawsze znajdował się zawodnik z Norwegii. Od sezonu 2002/2003 drużyna zajmowała następujące miejsca w klasyfikacji końcowej Pucharu Narodów:
- 2002/2003 – 3. miejsce (3273 punkty)
- 2003/2004 – 1. miejsce (5008 punktów)
- 2004/2005 – 3. miejsce (4124 punkty)
- 2005/2006 – 2. miejsce (3525 punktów)
- 2006/2007 – 2. miejsce (3710 punktów)
- 2007/2008 – 2. miejsce (5303 punktów)
- 2008/2009 – 3. miejsce (4175 punktów)
- 2009/2010 – 2. miejsce (3117 punktów)
- 2010/2011 – 2. miejsce (4683 punktów)

Kojonkoski po sezonie 2010/2011 odszedł z reprezentacji Norwegii.
Sukcesy podopiecznych Kojonkoskiego w Norwegii w latach 2002-2011 (chronologicznie)
| Medal | Zawodnik            | Zawody                      | Rok  |
| ----- | ------------------- | --------------------------- | ---- |
|       | Tommy Ingebrigtsen  | Mistrzostwa świata          | 2003 |
|       | Norwegia            | Mistrzostwa świata          | 2003 |
|       | Norwegia            | Puchar Narodów              | 2003 |
|       | Sigurd Pettersen    | Turniej Czterech Skoczni    | 2004 |
|       | Roar Ljøkelsøy      | Mistrzostwa świata w lotach | 2004 |
|       | Norwegia            | Mistrzostwa świata w lotach | 2004 |
|       | Roar Ljøkelsøy      | Puchar Świata               | 2004 |
|       | Bjørn Einar Romøren | Puchar Świata               | 2004 |
|       | Norwegia            | Puchar Narodów              | 2004 |
|       | Roar Ljøkelsøy      | Mistrzostwa świata          | 2005 |
|       | Norwegia            | Mistrzostwa świata          | 2005 |
|       | Roar Ljøkelsøy      | Puchar Świata               | 2005 |
|       | Norwegia            | Puchar Narodów              | 2005 |
|       | Roar Ljøkelsøy      | Turniej Czterech Skoczni    | 2006 |
|       | Roar Ljøkelsøy      | Mistrzostwa świata w lotach | 2006 |
|       | Norwegia            | Mistrzostwa świata w lotach | 2006 |
|       | Lars Bystøl         | Igrzyska olimpijskie        | 2006 |
|       | Roar Ljøkelsøy      | Igrzyska olimpijskie        | 2006 |
|       | Lars Bystøl         | Igrzyska olimpijskie        | 2006 |
|       | Norwegia            | Igrzyska olimpijskie        | 2006 |
|       | Norwegia            | Puchar Narodów              | 2006 |
|       | Anders Jacobsen     | Turniej Czterech Skoczni    | 2007 |
|       | Roar Ljøkelsøy      | Mistrzostwa świata          | 2007 |
|       | Norwegia            | Mistrzostwa świata          | 2007 |
|       | Anders Jacobsen     | Puchar Świata               | 2007 |
|       | Norwegia            | Puchar Narodów              | 2007 |
|       | Norwegia            | Mistrzostwa świata w lotach | 2008 |
|       | Norwegia            | Puchar Narodów              | 2008 |
|       | Anders Jacobsen     | Mistrzostwa świata          | 2009 |
|       | Norwegia            | Mistrzostwa świata          | 2009 |
|       | Norwegia            | Puchar Narodów              | 2009 |
|       | Norwegia            | Igrzyska olimpijskie        | 2010 |
|       | Anders Jacobsen     | Mistrzostwa świata w lotach | 2010 |
|       | Norwegia            | Mistrzostwa świata w lotach | 2010 |
|       | Norwegia            | Puchar Narodów              | 2010 |
|       | Tom Hilde           | Turniej Czterech Skoczni    | 2011 |
|       | Norwegia            | Mistrzostwa świata          | 2011 |
|       | Norwegia            | Mistrzostwa świata          | 2011 |
|       | Norwegia            | Puchar Narodów              | 2011 |

### Reprezentacja Chin
We wrześniu 2018 ogłoszono, iż Kojonkoski będzie wspomagał Chiny w przygotowaniach do Zimowych Igrzysk Olimpijskich 2022. Jego zadania zostały określone jako nadzorowanie pracy trzydziestu skoczków i wyszkolenie sześciu trenerów w ośrodku narciarskim w fińskim Kuopio.
Współpracownikami Kojonkoskiego zostali Janne Happonen i Pekka Niemelä. W listopadzie 2018 początkujący chińscy skoczkowie i skoczkinie narciarskie rozpoczęli pierwsze treningi pod okiem Kojonkoskiego. W październiku 2021 został zwolniony ze stanowiska.
W 2022 roku został dyrektorem ds. skoków narciarskich i kombinacji norweskiej w Finlandii.

## Życie prywatne
Mika Kojonkoski jest żonaty z Ullą. Ma troje dzieci: dwie córki – Rosę i Ripsę oraz syna – Rene. Interesuje się poezją i psychologią. Lubi grać w golfa. Ma posiadłość w Hiszpanii, gdzie spędza czas między sezonami.

## Polityka
Angażuje się również w politykę, choć twierdzi, że nie jest w tym dobry. Przyznaje, iż nie interesuje go polityka sama w sobie, lecz wszystkie społeczne aspekty życia. Otrzymał również propozycję startu w wyborach do Parlamentu Europejskiego, jednak z niej nie skorzystał. Zasiada z ramienia Partii Koalicji Narodowej w Radzie Miasta Kuopio.
W 2018 roku zakończył pracę w Fińskim Komitecie Olimpijskim.